# Trackshittaz

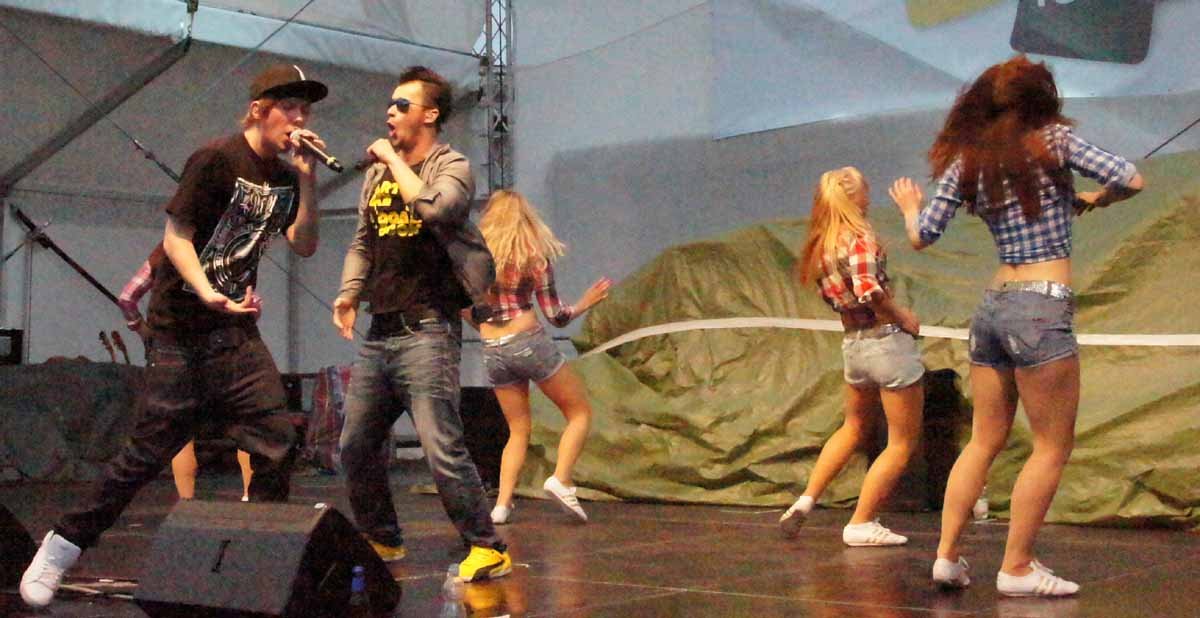
Trackshittaz

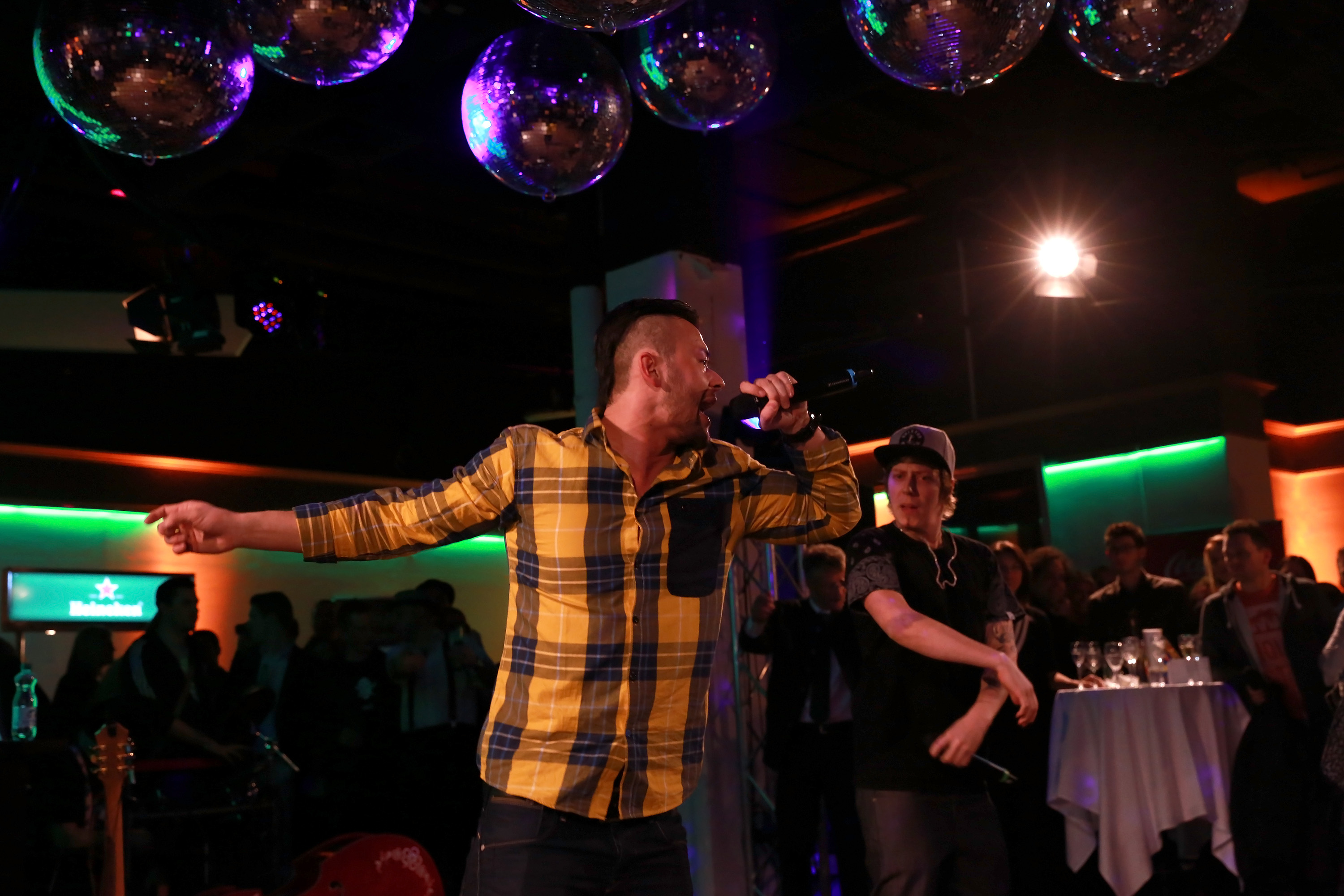
Trackshittaz (2014)

Trackshittaz é uma boy band austríaca de hip hop de Mühlviertel, é formado por Lukas Plöchl e Manuel Hoffelner. O duo vai representar a Áustria no Festival Eurovisão da Canção 2012 com a canção "Woki mit deim Popo", depois de vencer a final nacional da Áustria.

## Discografia

### Álbuns
- Oidaah pumpn muas‘s (2011)
- Prolettn feian längaah (2011)
- Traktorgängstapartyrap (2012)
- Zruck zu de Ruabm (2012)